# 御堂乱
御堂 乱（みどう らん）は、日本の官能小説家。
フランス書院の紹介によれば東京大学卒。

## 人物
官能小説の大手レーベルであるフランス書院を中心に数多くの官能小説を執筆しており、いわゆる陵辱系と呼ばれるジャンルを得意とする。フランス書院の陵辱系ジャンルでは10年以上に渡りトップセールスを誇るほか、映像化作品も存在する。
官能小説家としてのデビュー作は『肛虐の十字架』（2004年4月、フランス書院文庫）である。2010年代には「催眠」「時代小説」「特撮ヒロイン」など、それまでなかったジャンルを官能小説に取り入れることで頭角を現した。

## 著書

### 単著
- 肛虐の十字架（2004年4月、フランス書院文庫）
- 美臀初夜 新妻姉妹（2004年12月、フランス書院文庫）
- 美臀三姉妹と脱獄囚（2006年4月、フランス書院ハードXノベルズ）
- 人妻肛虐授業参観（2007年2月、フランス書院ハードXノベルズ）
- 肛虐夜勤病棟 女医と新人看護婦と人妻（2007年5月、フランス書院ハードXノベルズ）
- 若妻【人質】（2007年10月、フランス書院文庫）
- 蔵の中の未亡人兄嫁（2008年8月、フランス書院文庫）
- 美臀おんな秘画（2009年4月、フランス書院R文庫）
- 姦鎖【くさり】三匹の義姉（2009年4月、フランス書院文庫）
- 未亡人牧場（2009年9月、フランス書院文庫）
- 506号室【淫檻】人妻とふたりの娘（2010年2月、フランス書院文庫）
- 四匹の女教師【言いなり】（2010年11月、フランス書院文庫）
- 美臀おんな剣士・美冬（2010年12月、フランス書院時代艶文庫）
- 美臀おんな剣士・美冬と女侠客（2011年2月、フランス書院時代艶文庫）
- 三人の姫　戦国のおんなたち（2011年6月、フランス書院時代艶文庫）
- おんな剣士三姉妹（2011年8月、フランス書院時代艶文庫）
- 姦獄【町ぐるみの罠】狙われた未亡人と娘姉妹（2011年9月、フランス書院文庫）
- 誑かす【三人の若妻】（2012年1月、フランス書院文庫）
- さむらい三姉妹 春妙寺の娘さらい（2012年2月、フランス書院時代艶文庫）
- 襲学旅行【２年Ｂ組の悲劇】（2012年5月、フランス書院文庫）
- 三人の人妻社員【再就職の罠】（2012年11月、フランス書院文庫）
- 立てこもり 高島家すべての女が奴隷になった日（2013年1月、フランス書院文庫）
- 奴隷街 すべての女が牝になった（2013年4月、フランス書院文庫）
- 逆恨み 三人の女教師と悪魔校務員（2013年6月、フランス書院文庫）
- 押し入る【人妻と逃亡犯】（2013年9月、フランス書院文庫）
- 人妻銀行【籠城】（2013年12月、フランス書院文庫）
- 女教師【林姦学校】（2014年3月、フランス書院文庫）
- 人妻捜査官・玲子【囮】（2014年6月、フランス書院文庫）
- 奴隷新法 若妻、女教師、兄嫁、美人官僚が…（2014年9月、フランス書院文庫）
- 姦染【閉ざされた町】（2015年1月、フランス書院文庫）
- 敗戦国の人妻（2015年4月、フランス書院文庫）
- 闘う熟女ヒロイン、堕ちる（2015年6月、フランス書院文庫X）
- 人妻肛虐授業参観（2015年8月、フランス書院文庫X）
- 女教師【テニス部・奴隷合宿】（2015年10月、フランス書院文庫）
- 人妻捜査官【全員奴隷】（2016年3月、フランス書院文庫）
- 肛虐新法 すべての人妻が奴隷にされた日（2016年6月、フランス書院文庫）
- 【プレミアム版】美臀三姉妹と脱獄囚（2016年8月、フランス書院文庫X）
- 人妻没収（2016年12月、フランス書院文庫）
- 闘う人妻ヒロイン【絶体絶命】（2017年2月、フランス書院文庫X）
- 女教師【完全調教クラブ】（2017年4月、フランス書院文庫）
- 孕蔵（くら） 未亡人兄嫁と若兄嫁（2017年9月、フランス書院文庫）
- 先生の奥さん【完全調教クラブ】（2017年12月、フランス書院文庫）
- 美臀病棟【女医と熟妻】（2018年2月、フランス書院文庫X）
- 闘う正義のヒロイン【完全敗北】（2018年4月、フランス書院文庫X）
- 奴隷特区 そして全員が牝になった（2018年6月、フランス書院文庫）
- 問答無用 帰国子女なまいき三姉妹（2018年10月、フランス書院文庫）
- 全裸残業 いばりくさった女上司に性裁を！（2019年1月、フランス書院文庫）
- 美臀おんな秘画【完全版】（2019年2月、フランス書院文庫X）
- 【完全敗北】種付けされた人妻捜査官（2019年6月、フランス書院文庫）
- 人妻　肛虐の十字架【完全増補版】（2019年10月、フランス書院文庫X）
- 敗北の牝豹【人妻身代り捜査官】女交渉人と呼ばれて（2019年10月、フランス書院文庫）
- 知性崩壊【眼鏡の美人准教授、牝堕ち】（2020年4月、フランス書院文庫）
- 【完全版】美臀おんな剣士・美冬 秋津藩淫ら秘話（2020年8月、フランス書院文庫X）
- 僕が先生の奥さんを孕ませるまでの42日間（2020年9月、フランス書院文庫）
- 拷問室【美臀夫人・静江と佐和子】（2021年2月、フランス書院文庫X）
- 淫獄職員室【二匹の女教師狩り】（2021年7月、フランス書院文庫）
- 人妻・監禁籠城事件（2021年8月、フランス書院文庫X）

### 共著
- 銀竜の黎明 女剣士＆女戦隊長、完堕る（2015年12月、フランス書院文庫）御堂乱, 向正義

### アンソロジー収録作品
『』内が御堂乱の作品
- フランス書院文庫アンソロジー 七人の隣人レイプ（2007年1月、フランス書院文庫）、『隣りの未亡人 見破られた孤閨』
- フランス書院文庫アンソロジー レイプ＆インセスト 狼は家の中にいる（2008年5月、フランス書院文庫）、『侵凌 継母の白い肌』
- フランス書院文庫アンソロジー 七匹の牝　人妻レイプ＆レイプ（2008年11月、フランス書院文庫）、『人妻肛虐診察室』
- フランス書院文庫アンソロジー 異常な世界 あなたの知らない官能小説（2016年7月、フランス書院文庫）、『女宇宙刑事シェリー危機一髪』
- フランス書院文庫アンソロジー【八匹の生贄】君は奴隷になる運命だから（2021年10月、フランス書院文庫）、

### 映像化作品
- 原作:御堂乱 美臀三姉妹と脱獄囚（2017年9月、アタッカーズ） - 出演者: 川上奈々美、きみと歩実、北川エリカ